# Poggio-di-Venaco
Poggio-di-Venaco es una comuna francesa situada en la circunscripción departamental de Alta Córcega, en el territorio de la colectividad territorial única de Córcega.

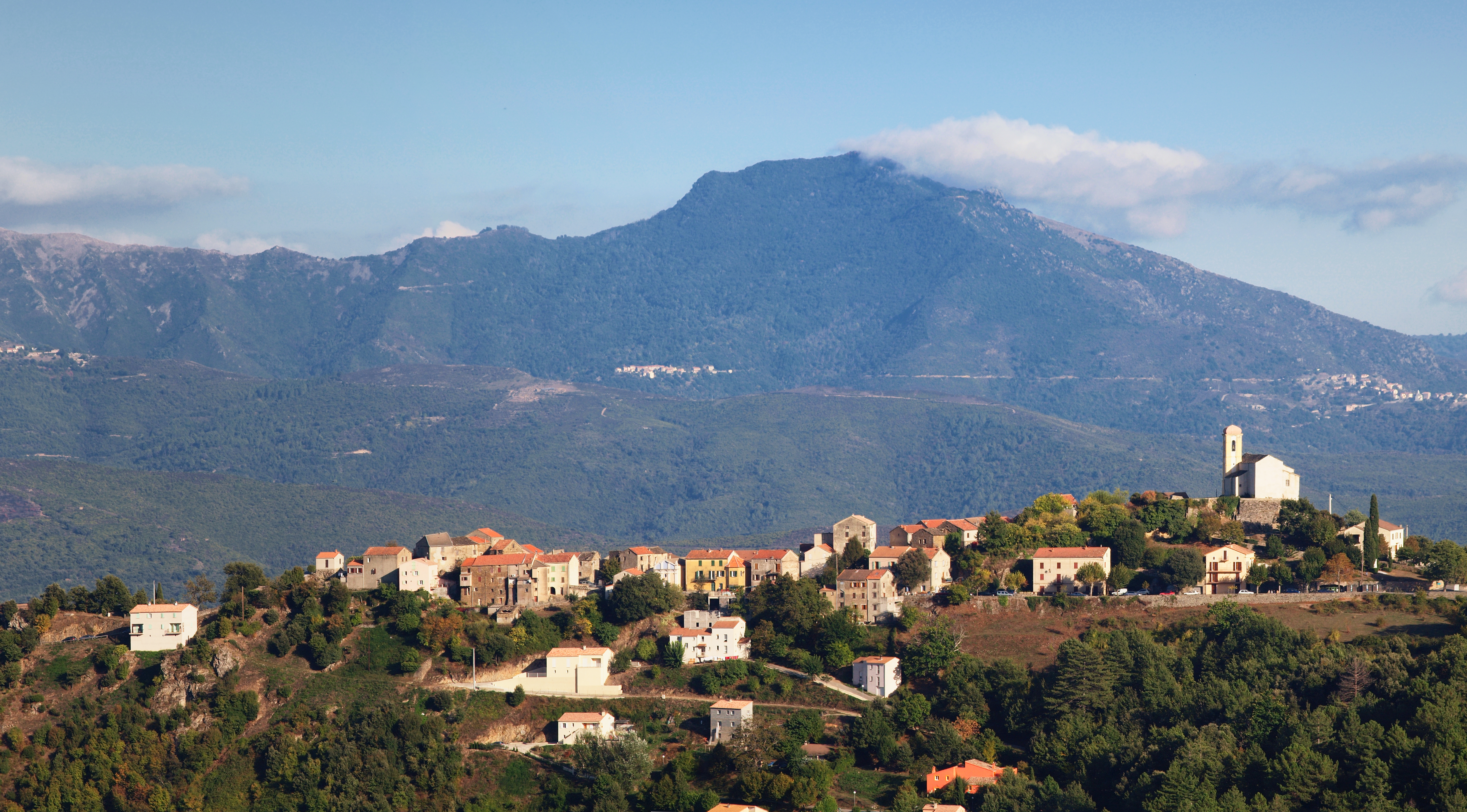

## Demografía
| 144 | 176 | 167 | 132 | 95 | 136 | 210 |
| Para los censos de 1962 a 1999 la población legal corresponde a la población sin duplicidades (Fuente: INSEE [Consultar]) |     |     |     |    |     |     |